# Sundown town

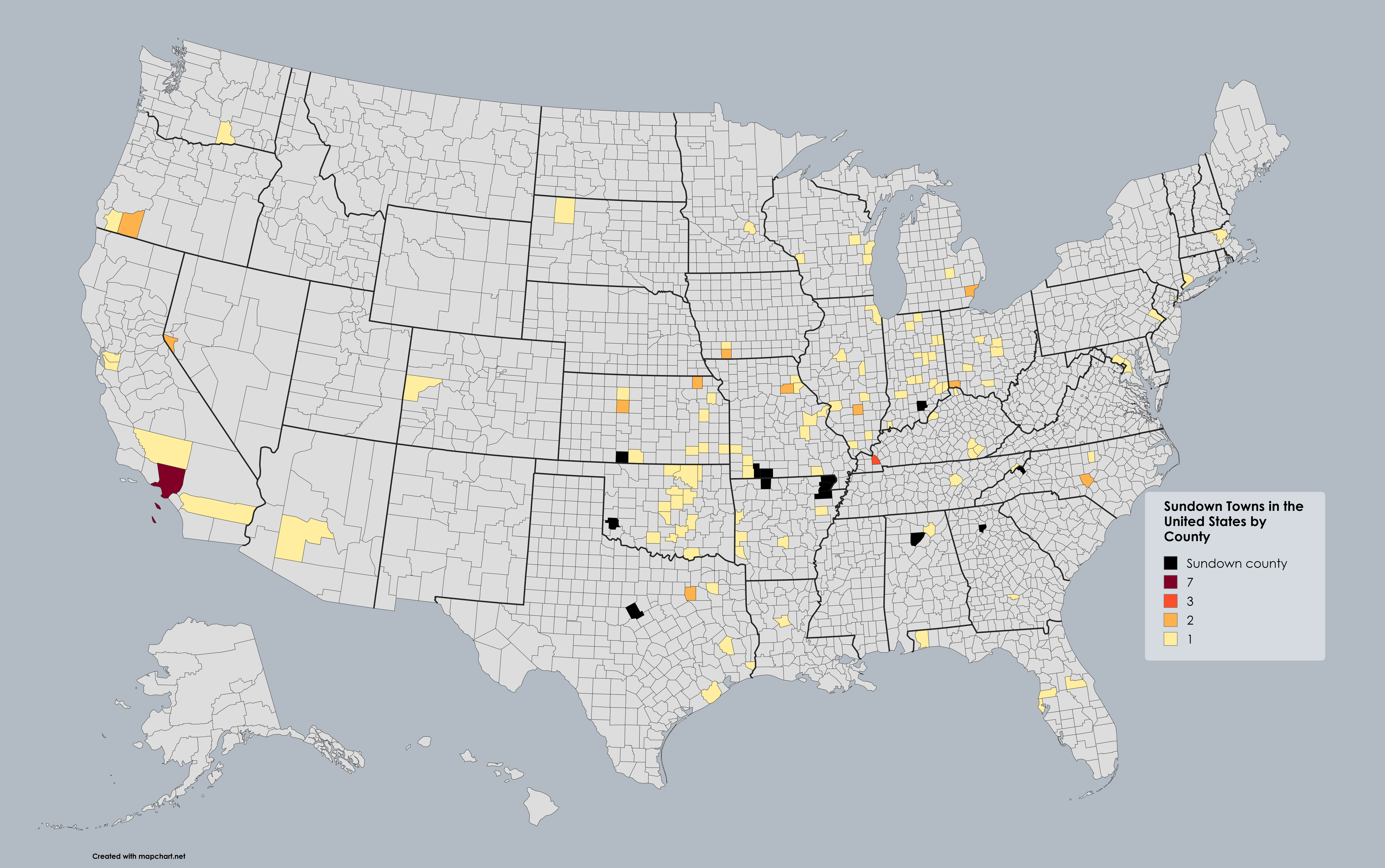
Sundown towns

En sundown town, sunset town eller gray town (på svenska 'solnedgångsstad', 'skymningsstad' eller 'grå stad') är en amerikansk stad där befolkningen består, eller bestod, avsiktligt av enbart vita personer. Termen används allmänt i USA i områden från Ohio till Oregon och en bit ner i Sydstaterna. Termen kommer från skyltar som uppmanade färgade personer att lämna staden "före solnedgången".